# Aïssa Dermouche
Aïssa Dermouche, né le 14 janvier 1947 à Djebahia (Algérie), est un haut fonctionnaire franco-algérien.

## Biographie

### Jeunesse et études
Aïssa Dermouche est né en Algérie. Il entame ses études secondaires à Alger avant de rejoindre la France à 18 ans, où il mène des études supérieures dans les secteurs des sciences humaines et sociales.

### Parcours professionnel
Il devient consultant et commence une carrière de professeur à École supérieure de commerce de Nantes en 1979. Progressivement, il accède à des responsabilités de plus en plus importantes au sein de l'école et en devient directeur général en 1989, quadruplant les effectifs de l'établissement et rebaptisant l'école Audencia.
Très présent et influent dans la vie nantaise, il siège à de nombreuses commissions liées à l'enseignement des grandes écoles. 
Chevalier de la Légion d'honneur et officier de l'ordre national du Mérite, il est par ailleurs membre du Siècle. 
Le 14 janvier 2004, le conseil des ministres le nomme préfet du Jura, la presse le présente alors comme « le premier préfet issu de l'immigration de la Ve République », bien que beaucoup d'autres l'aient été avant lui.
Il restera à ce poste jusqu'au milieu de l'année 2005, quand il est victime d'un grave accident vasculaire cérébral. Le 25 octobre 2005, il est nommé, à sa demande, préfet préfet hors cadre et est remplacé par Christian Rouyer.
Il est marié et a quatre enfants,.

## Victime d'attentat
Une série d'attentats a frappé Aïssa Dermouche après sa nomination comme préfet, de janvier à mars 2004. Le premier attentat visait le véhicule personnel du nouveau préfet, qui a explosé dans la nuit du 18 janvier 2004 à proximité de son domicile. Le second a visé Audencia, l'école de commerce qu'il a dirigée pendant plus de dix ans (dégâts matériels). Enfin, la troisième explosion a frappé un lycée nantais (le lycée Gabriel Guist’hau) fréquenté par l'un des fils du préfet. 
Cette troisième explosion était de très faible intensité, et ne visait que la boîte aux lettres du lycée, ne faisant que très peu de dégâts ; elle a eu lieu en pleine nuit, à une heure où le lycée était désert, tout porte à croire qu'il ne s'agissait peut-être pas d'un authentique attentat visant le Préfet, mais peut-être d'une simple plaisanterie. Toutefois, cette hypothèse n'est officiellement toujours pas prouvée.
L'enquête policière a d'abord privilégié la piste privée, le nouveau compagnon de l'ex-femme d'Aïssa Dermouche étant placé en garde à vue. Cette piste se révélant infructueuse, les enquêteurs en ont suivi d'autres : indépendantistes bretons, extrême-droite ligérienne, groupe d'étudiants fêtards… Aucune de ces pistes ne s'est relevée probante. L'affaire n'est à ce jour toujours pas résolue.

## Condamnations par la justice
Le 17 mai 2005, Aïssa Dermouche a été condamné par la chambre correctionnelle du Tribunal de grande instance de Nantes pour « abandon de famille ». « M. Dermouche est condamné pour le non-respect volontaire d'une décision de justice », a précisé le président du TGI, portant sur le non-paiement de l'indexation annuelle de la prestation compensatoire versée à sa seconde ex-épouse, pour leurs deux enfants. Le paiement avait été effectué avec retard.
Son ex-femme, avait porté plainte avec constitution de partie civile, entraînant automatiquement la saisine d'un juge d'instruction. 
Aïssa Dermouche sera dispensé de peine conformément aux réquisitions du procureur de la République de Nantes, Stéphane Autin (le délit d'abandon de famille est passible de deux mois d'emprisonnement et de 15 000 euros d'amende). L'arriéré de l'indexation annuelle de pension en question était de 197 euros.
Le 10 juin 2013, il a été condamné à un mois de prison avec sursis, notamment pour violences volontaires sur conjoint avec arme par destination. Son épouse a obtenu la condamnation de son mari mais n'avait pas réclamé de dommages et intérêts. Le préfet hors-cadre, qui niait et qui a été victime d'un AVC, a en revanche été relaxé des violences sur sa belle-fille.

## Distinctions
- 1996 : chevalier de la Légion d'honneur[8] ; 2009 : promu officier[9],[10].
- 1992 : chevalier de l'ordre national du Mérite ; 2004 : promu officier[11].

## Mandats et positions
- Membre de la Commission administrative de la Conférence des grandes écoles
- Membre de la Commission d'évaluation des formations et diplômes de gestion (commission Helfer) - Ministère de l'Éducation nationale et Ministère de l'Économie, des Finances et de l'Industrie
- Membre du Comité consultatif de l'enseignement privé - Ministère de l'Éducation nationale
- Chargé de recherche à l'EHESS
- Préfet « hors cadre », anciennement préfet du Jura
- Directeur général d'Audencia Nantes
- Vice-président de l'European Foundation for Management Development (EFMD)